# White hat (securitate informatică)
Termenul "white hat" - "pălărie albă" în argoul internetului se referă la un hacker de calculator - etic, sau un expert de securitate în calculatoare, care este specializat în testarea de penetrare și în alte metodologii de testare pentru a asigura securitatea sistemelor informatice ale unei organizații. Termenul de hacking etic este un termen inventat de IBM menit să implice o categorie mai largă decât testele de penetrare. Hackerii "white hat" pot lucra, de asemenea, în echipe numite "sneakers" - "adidași", red teams - echipe roșii, sau tiger teams - echipe de tigru.